# 南堺警察署
南堺警察署（みなみさかいけいさつしょ）は、大阪府警察が管轄する警察署の一つである。
大阪府警察では4番目に新しい警察署で、管内には大阪府南部を代表するニュータウンである「泉北ニュータウン」が含まれている。

## 所在地
- 大阪府堺市南区桃山台2丁2-1
  - 南海泉北線 栂・美木多駅

## 管轄区域
- 堺市南区
  - 南堺警察署が管轄する南区には、南海泉北線「光明池」駅がある。
駅自体は、南区にあるのだが、駅のすぐ横に和泉市との市境界線がある。このため、光明池駅周辺の道路や商業施設などは、南堺警察署が管轄する部分と和泉警察署が管轄する部分が混在している。

## 沿革
- 1989年（平成元年）4月1日 - 泉北ニュータウンの人口増加を受けて、堺南警察署（当時）より独立し、泉北警察署として大阪府堺市桃山台2丁2-1に開設。堺市に警察署が新たに開設されたのは1979年に管内の金岡団地の人口増加に伴い堺北警察署（当時）から独立し開設した堺東警察署（当時）以来10年ぶりである。開署時の署訓は「スリーS」（スマート、スピーディー、シンシア）
- 1993年（平成5年）1月 - 開署5周年を記念し、署歌を作成し制定した。
- 2006年（平成18年）4月1日 - 堺市の政令指定都市移行に伴い、住所が現在の大阪府堺市南区桃山台2丁2-1となる。
- 2008年（平成20年）4月1日 - 堺市の区の名称に合わせて「南堺警察署」に変更された。

## 交番
- 赤坂台交番 （赤坂台2丁4-1号）
- 泉ケ丘交番 （茶山台1丁2-2号）
- 光明池駅前交番 （新檜尾台2丁1-2号）
- 城山台交番 （城山台2丁2-21号）
- 栂交番 （原山台2丁1-1号）
- 庭代台交番 （庭代台4丁42-18号）
- 槇塚台交番 （槇塚台3丁1-11号）
- 宮山台交番 （宮山台3丁1-1号）

## 駐在所
- 釜室駐在所 （釜室120-5）